# Boris Garfunkel
Boris Garfunkel (en ucraniano Борiс Ґарфункель) (12 de octubre de 1866, Murovani Kurylivtsi/Муровані Курилівці, Provincia de Podolia, Imperio Ruso (actual Ucrania) - 19 de noviembre de 1959, Ciudad de Buenos Aires) fue un empresario argentino de origen ucraniano.

## Biografía
Nació en Murovani Kurylivtsi, (en idish Maravna-Krilovitz y en ucraniano Муровані Курилівці), provincia de Podolia, en 1866, por esa época parte del Imperio Ruso (actualmente provincia de Vínnitsa). En 1891 emigra a la Argentina, donde se convierte en un poderoso empresario y filántropo.

### Colonia Mauricio
A los 25 años, huyendo de los pogroms desatados contra los judíos en la Rusia zarista, el 10 de septiembre de 1891, junto a su joven esposa y sus (por entonces) tres hijos, llega a la Argentina, a bordo del vapor "Petrópolis", instalándose en la Colonia Mauricio, primer asentamiento agrícola judío de la Argentina, fundado en el paraje Algarrobo por la Jewish Colonization Association (JCA) a 312 km al noroeste de Buenos Aires (actual Partido de Carlos Casares).
El hecho de que Garfunkel hubiera podido costear su propio pasaje (en lugar de ser subvencionado por la JCA) al igual que lo hiciera su paisano Marcos Alperson, hacía que los directivos de la colonia los miraran con recelo, temiendo ambos que abandonaran las tareas agrícolas para dedicarse, como finalmente lo hicieron, al comercio.

### BGH
En 1908 Boris se traslada junto a su familia a Buenos Aires, donde en 1913 funda la mueblería "Boris Garfunkel e Hijos" (BGH). Esta empresa se expandiría luego a muchos otros rubros, convirtiéndose en una de las corporaciones más importantes de la Argentina.

### Narro Mi Vida
Dedica sus últimos años a dictar sus memorias, las que sus hijos editan un año después de su muerte (1960) con la colaboración del escritor César Tiempo (Israel Zeitlin), con el título de Narro Mi Vida.